# Lo Sause (Torí)
Lo Grand Sause o Lo Sause de Cesana (Sauze di Cesana en italià i oficialment) és un municipi italià, situat a la ciutat metropolitana de Torí, a la regió del Piemont. L'any 2007 tenia 240 habitants. Està situat a la Vall de Susa, una de les Valls Occitanes. Forma part de la Comunitat Muntanyenca Alta Vall de Susa. Limita amb els municipis d'Abriès (Alts Alps), Cesana Torinese, Pragelato, Prali i Sestriere.

## Administració
| Període | Identitat          | Partit        |
| ------- | ------------------ | ------------- |
| 2004-   | Erwin Strazzabosco | Llista cívica |